# 王群 (游泳运动员)
王群（1991年11月17日—），山东青岛人，中国女子游泳运动员。
2008年北京奥运会中国体育代表团成员、主攻蛙泳。

## 运动经历
- 2002年 青岛市军事体育学校 教练史丽丽
- 2005年 国家游泳队 教练张亚东、陶嵘

## 主要成绩
- 2003年 省游泳锦标赛 女子100米蛙泳 第一名
- 2006年 全国游泳锦标赛 女子200米蛙泳 第二名
- 2005年 东亚运动会
  - 100米、200米蛙泳 第一名